# 김학승
김학승(한국 한자: 金學承, 1993년 5월 12일 ~ )은 대한민국의 은퇴한 축구 선수로, 포지션은 미드필더였다. FC 서울의 산하 유소년 팀인 동북고등학교 축구부를 나와, K리그 2016 시즌 K리그 클래식 FC 서울에 입단하였다.

## 축구인 경력
김학승은 FC 서울의 산하 유소년 팀인 동북고등학교(당시) 축구부 출신으로, 2012년 우선 지명을 받은 이후 동국대학교 축구부에 입단하였다.
K리그 클래식 2016 시즌을 앞두고 FC 서울과 계약을 체결하여 프로에 직행하였다. 2016년 3월 29일 R리그 서울 이랜드 FC 2군과의 경기에서 FC 서울 2군으로 출전한 김학승은 후반전 쇄골부상으로 아웃되었다. 2016 시즌 종료 이후 FC 서울과 재계약을 하지 않고 팀을 떠났다.